# (38084) 1999 HB12
(38084) 1999 HB12 est un transneptunien de magnitude absolue 7,1 en résonance 2:5 avec Neptune, il mesure probablement entre 140 km et 240 km de diamètre.